# Rääf i Småland
Rääf i Småland är en svensk adelsätt, känd redan under medeltiden, och fast de olika medeltida medlemmarnas släktskap med de som introducerades på Sveriges riddarhus 1633 inte har fullständigt utretts, anses ätten som uradlig.
Stamfadern, Lars Rääf, anses kunna vara son till  Jöns Larsson Rääf (nämnd 1537). Lars Rääfs sonson, överstelöjtnanten vid Adelsfaneregementet, Axel Rääf (död efter 1665), introducerades 1633 med namnet för att skilja ätten från den andra ätten Rääf i Finland, vilken introducerades med namnet Rääf i Finland.

## Bilder

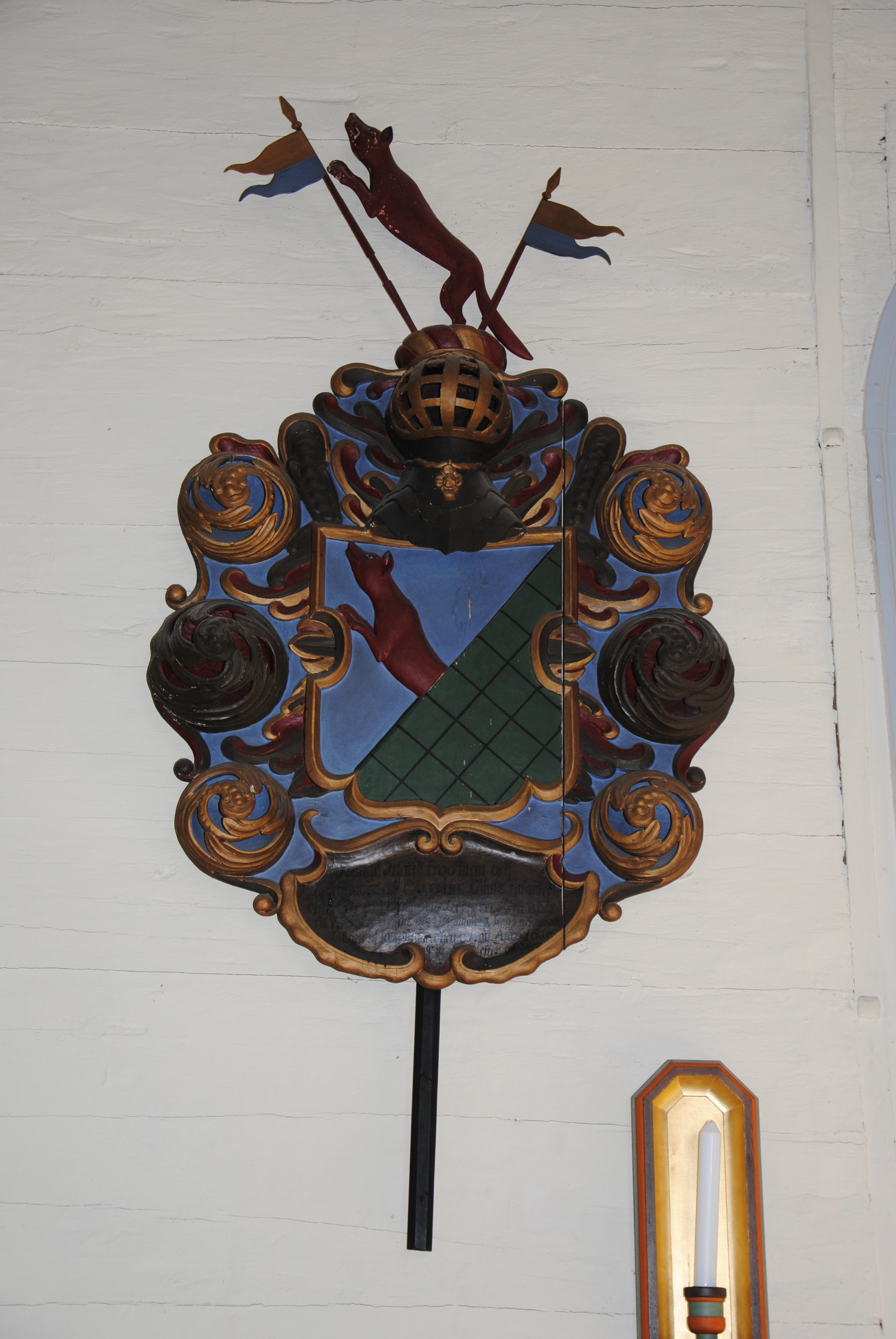
Begravningsvapen för Axel Rääf, död 1685, i Stenberga kyrka.

## Kända medlemmar
- Leonhard Fredrik Rääf (1786–1872), godsägare, kulturhistoriker och politiker
- Bengt Rääf (1842–1890), godsägare och politiker